# Ilja Walerjewitsch Lantratow
Ilja Walerjewitsch Lantratow (russisch Илья Валерьевич Лантратов; * 11. November 1995 in Prochorowka) ist ein russischer Fußballtorwart.

## Karriere

### Verein
Lantratow begann seine Karriere beim FK Saljut Belgorod. Zur Saison 2012/13 rückte er in den Kader der ersten Mannschaft des Zweitligisten, für den er allerdings nie zum Einsatz kommen sollte. Im Februar 2014 wechselte er zur zweiten Mannschaft von Lokomotive Moskau. Für Lok-2 kam er bis zum Ende der Saison 2013/14 zu acht Einsätzen in der drittklassigen Perwenstwo PFL. Nach der Saison 2012/13 stellte die Zweitmannschaft den Spielbetrieb ein, woraufhin Lantratow in den Kader der U-19 der Moskauer rückte. Im September 2014 stand er gegen Mordowija Saransk auch erstmals im Kader der Profis, für die er allerdings nie ein Spiel absolvierte.
Zur Saison 2016/17 schloss er sich dem Zweitligisten Schinnik Jaroslawl an. Sein Debüt in der Perwenstwo FNL gab er im Oktober 2016 gegen FK Jenissei Krasnojarsk. Dies blieb sein einziger Einsatz für den Verein, bei Schinnik konnte er sich nämlich nicht durchsetzen und fungierte hinter Dmitri Jaschin und Alexander Malyschew zumeist nur als dritter Tormann. Daher wechselte er zur Saison 2017/18 zum Ligakonkurrenten Baltika Kaliningrad. In Kaliningrad konnte er sich jedoch nie gegen Jewgeni Pomasan durchsetzen und kam in eineinhalb Jahren beim Verein zu elf Zweitligaeinsätzen. Im Februar 2019 wechselte er weiter innerhalb der Liga zum FK Fakel Woronesch. In Woronesch war er zunächst auch nur Ersatztorwart, ehe sich die Nummer eins, Dmitri Kortnew verletzte und bis Saisonende ausfiel, woraufhin Lantratow seinen Platz im Tor Fakels übernahm. Bis Saisonende kam er zu zehn Zweitligaeinsätzen.
Zur Saison 2019/20 schloss er sich dem Ligakonkurrenten FK Chimki an. In seiner ersten Saison im Chimki kam er bis zum Saisonabbruch zu 15 Einsätzen in der Perwenstwo FNL, mit dem Verein stieg er nach Saisonende in die Premjer-Liga auf. Sein Debüt in Russlands höchster Spielklasse gab er im August 2020 gegen ZSKA Moskau. In der Saison 2020/21 kam er in allen 30 Partien in der Premjer-Liga zum Einsatz, wie auch in der Saison 2021/22.
Nach 14 Einsätzen bis zur Winterpause 2022/23 kehrte Lantratow im Januar 2023 zum Ligakonkurrenten Lok Moskau zurück.

### Nationalmannschaft
Lantratow kam zwischen Januar und März 2015 zu sechs Einsätzen für die russische U-21-Mannschaft. Im September 2023 gab er in einem Testspiel gegen Katar sein Debüt in der A-Nationalmannschaft.